# شهرستان بیر (تگزاس)
شهرستان بیر (به انگلیسی: Bexar County) نام یک شهرستان در ایالت تگزاس در آمریکا است.